# Planta Solar 10
Planta Solar 10 är ett termiskt solkraftverk i Sevilla, Spanien. Det var det första kommersiella termiska solkraftverket och togs i bruk 2007. Det består av 624 heliostater som reflekterar och koncentrerar solljuset på ett 115 meter högt soltorn. Energin från ljuset förångar vatten och driver en Rankinecykel som producerar el.
Bredvid kraftverket ligger Planta Solar 20 som byggt senare och med högre effekt.